# Steinhüshorn
Steinhüshorn är en bergstopp i Schweiz.   Den ligger i distriktet Interlaken-Oberhasli och kantonen Bern, i den centrala delen av landet, 70 km öster om huvudstaden Bern. Toppen på Steinhüshorn är 3 121 meter över havet, eller 180 meter över den omgivande terrängen. Bredden vid basen är 1,6 km.
Terrängen runt Steinhüshorn är huvudsakligen bergig, men åt sydost är den kuperad. Närmaste större samhälle är Meiringen, 12,8 km nordväst om Steinhüshorn. 
Trakten runt Steinhüshorn består i huvudsak av gräsmarker. Runt Steinhüshorn är det mycket glesbefolkat, med 2 invånare per kvadratkilometer.